# إيفو إيفانوف
ايفو ايفانوف (بالبلغارية: Иво Иванов)‏ (و. 1985  م) هو لاعب كرة قدم، من بلغاريا، ولد في كازنلاك، يلعب كمُدَافِع.

## روابط خارجية
- إيفو إيفانوف على موقع قاعدة بيانات كرة القدم.إي يو (الإنجليزية)
- إيفو إيفانوف على موقع ناشيونال فوتبول تيمز (الإنجليزية)
- إيفو إيفانوف على موقع Soccerway.com (الإنجليزية)